# Dzień Kundelka

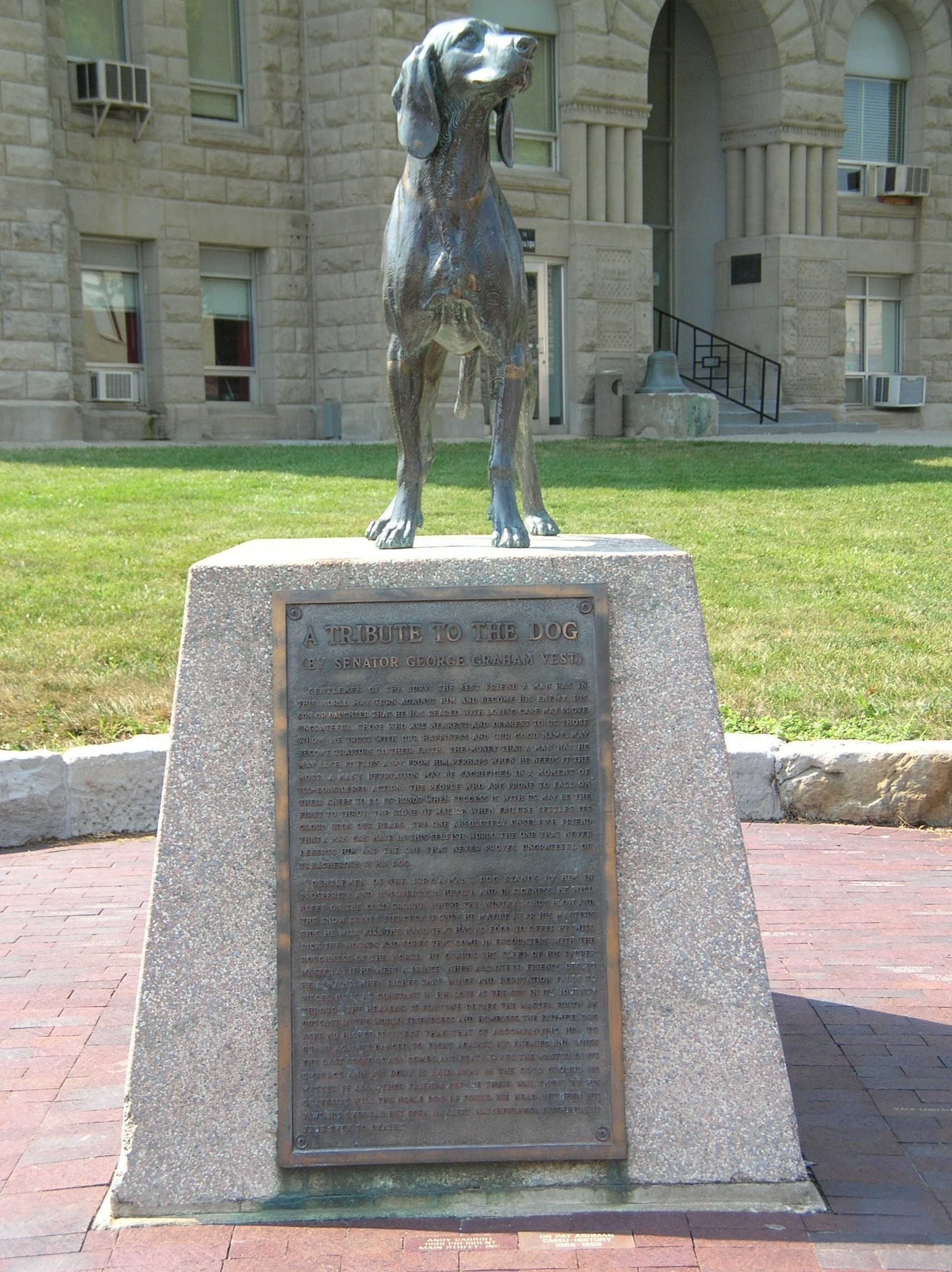
Pomnik psa Old Drum (1958) przed gmachem sądu hrabstwa Johnson w Warrensburgu w Stanach Zjednoczonych

Dzień Kundelka – nieformalne polskie święto kundelka, czyli wszystkich wielorasowych psów, obchodzone corocznie 25 października, tj. w dzień po wejściu w życie ustawy o ochronie zwierząt. Data 25 października to również Dzień Ustawy o Ochronie Zwierząt, a miesiąc październik jest miesiącem dobroci dla nich.

## Historia
W 2000 powstało Stowarzyszenie Przyjaciół Kundelka założone przez Małgorzatę Niedźwiedź mieszkającą w Rzewnowie, jednak ze względu na brak wystarczającego wsparcia musiało zostać rozwiązane. Pozostał Dzień Kundelka.

## Obchody
Właściciele kundelków organizują w całej Polsce obchody Dnia Kundelka, by ich podopieczni mieli swoje święto. Organizują także swoje wystawy – wystawy kundelków
Tego dnia schroniska dla zwierząt organizują dni otwarte i zachęcają do odwiedzenia schronisk w celu adopcji kundelków, których przebywa tam najwięcej, oraz innych zwierząt, jak również wspomożenia schroniska w postaci datków, karmy, koców. Niektóre schroniska prezentują swoich podopiecznych w newralgicznym punkcie miasta, np. na rynku, w szkole.

## Dzień Psa
W 10 lat po wejściu w życie ustawy dzień 1 lipca ogłoszony został jako Dzień Psa.
Święto ustanowione zostało w 2007 przez redakcję czasopisma „Przyjaciel Pies” w zespół z użytkownikami portalu pies.pl.

## Na świecie
W Stanach Zjednoczonych obchodzony jest 26 sierpnia Narodowy Dzień Psa (ang. National Dog Day) ustanowiony przez Fundację Krajowego Dnia Psa (National Dog Day Foundation) w 2004. Dzień ten powstał na cześć psów wszelkiej maści i ras w dowód uznania za ich miłość, lojalność i przywiązanie, za ich pracę w ratownictwie, w wykrywaniu narkotyków czy bomb i za ich poświęcone życie. Fundacja zachęca społeczeństwo do adopcji psów bezpańskich i porzuconych, aby mogły wieść szczęśliwe, bezpieczne i wolne od przemocy życie.
Amerykański polityk i prawnik George Graham Vest, reprezentując przed sądem właściciela psa imieniem Drum (lub Old Drum), zabitego przez hodowcę owiec (18 października 1869), tak powiedział w mowie kończącej rozprawę (23 września 1870):

Jedynym absolutnie pozbawionym egoizmu przyjacielem, jakiego człowiek może posiadać w tym samolubnym świecie, jedynym, który mu nigdy nie okaże niewdzięczności, ani go nie zdradzi, jest jego pies. Ucałuje dłoń, na której nie ma dla niego ani kąska strawy... Kiedy wszyscy inni przyjaciele odchodzą... on pozostaje.

W 1958 pomnik Druma postawiono przed sądem Johnson County Courthouse w Warrensburgu, w którym toczyła się rozprawa.